# Décès en décembre 1989
Décès
- 1985
- 1986
- 1987
- 1988
- 1989
- 1990
- 1991
- 1992
- 1993

Pour une information complémentaire, voir la page d'aide.

| Date          | Nom                        | Activités                                                                                     | Âge | Source |
| ------------- | -------------------------- | --------------------------------------------------------------------------------------------- | --- | ------ |
| date inconnue | Rodolphe Caillaux          | peintre expressionniste et lithographe français de l'école de Paris                           | 85  |        |
| date inconnue | Reuben Bennett             | footballeur écossais devenu entraîneur                                                        | 76  |        |
| 1er décembre  | Boualem Titiche            | musicien algérien                                                                             | 81  |        |
| 1er décembre  | Nikolaï Patolitchev        | homme politique russe puis soviétique                                                         | 81  |        |
| 1er décembre  | Alvin Ailey                | danseur et chorégraphe américain                                                              | 58  |        |
| 5 décembre    | Josep Serratusell          | footballeur espagnol                                                                          | 65  | (en)   |
| 6 décembre    | Mélinée Manouchian         | resistante, épouse et biographe de Missak Manouchian                                          | 76  |        |
| 6 décembre    | Marc Lépine                | canadien, il assassine quatorze femmes lors de la tuerie de l'École Polytechnique de Montréal | 25  |        |
| 7 décembre    | Sirima                     | chanteuse britannique, connue grâce à la chanson Là-bas, en duo avec Jean-Jacques Goldman     | 25  |        |
| 7 décembre    | Lucien Le Guével           | coureur cycliste français                                                                     | 74  |        |
| 8 décembre    | Hans Hartung               | peintre, français d'origine allemande                                                         | 85  |        |
| 8 décembre    | Bruno Carette              | humoriste de télévision français, (Les Nuls)                                                  | 33  |        |
| 10 décembre   | Paul Collaer               | professeur de chimie, musicologue, pianiste et chef d'orchestre belge                         | 98  |        |
| 14 décembre   | Vincent Jouk-Hrychkievitch | homme politique russe puis soviétique                                                         | 86  |        |
| 14 décembre   | Andreï Sakharov            | physicien et écrivain soviétique, Prix Nobel de la paix                                       | 68  |        |
| 15 décembre   | Emmanuel Bellini           | peintre, dessinateur et lithographe figuratif français                                        | 85  |        |
| 15 décembre   | Edward Underdown           | acteur anglais                                                                                | 81  |        |
| 16 décembre   | Lee Van Cleef              | acteur américain                                                                              | 64  |        |
| 16 décembre   | Silvana Mangano            | actrice de cinéma italienne                                                                   | 59  |        |
| 18 décembre   | Jean Smilowski             | peintre français                                                                              | 62  |        |
| 19 décembre   | Henri Bertrand             | coureur cycliste français                                                                     | 62  |        |
| 22 décembre   | Max Favalelli              | journaliste, cruciverbiste et animateur de jeux télévisés français                            | 84  |        |
| 22 décembre   | Samuel Beckett             | écrivain irlandais                                                                            | 83  |        |
| 25 décembre   | Nicolae Ceaușescu          | dictateur roumain                                                                             | 71  |        |
| 26 décembre   | Lennox Berkeley            | compositeur anglais                                                                           | 86  |        |
| 27 décembre   | Joseph Aucourt             | footballeur français                                                                          | 62  |        |
| 30 décembre   | Augusto Del Noce           | politologue, philosophe et homme politique italien                                            | 79  |        |